# Monumento a Colón (Valparaíso)

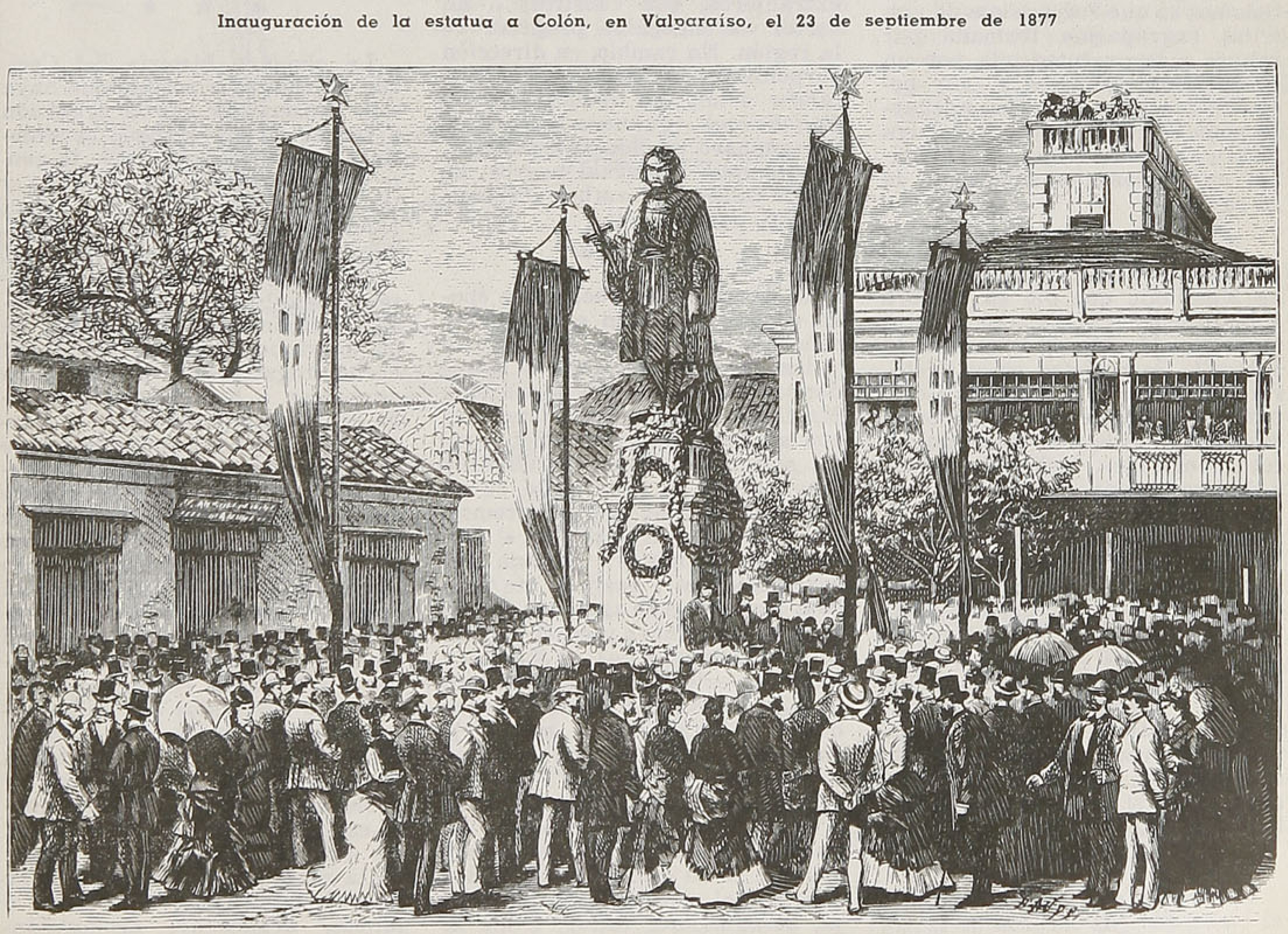
Litografía de la inauguración del Monumento a Colón en Valparaíso (1877).

El Monumento a Cristóbal Colón es una escultura ubicada en la ciudad de Valparaíso, Chile. Esta obra fue erigida en homenaje al navegante genovés Cristóbal Colón, considerado el descubridor de América, y forma parte del legado cultural de la comunidad italiana residente en la ciudad.

## Historia
La iniciativa para levantar el monumento surgió en el año 1875, cuando el entonces gobernador de Valparaíso, Francisco Echaurren García-Huidobro, encomendó al escultor francés Mathurin Moreau la realización de una estatua dedicada a Colón. La escultura fue fundida en hierro y colocada sobre un pedestal de granito cubierto con placas de mármol. Su base está construida en hormigón.
La obra fue inaugurada oficialmente el 23 de septiembre de 1877, en un lugar cercano al actual Parque Italia, en la intersección de las calles Victoria y Pedro Montt. Posteriormente, en 1895, el monumento fue trasladado a su actual emplazamiento en la esquina de Avenida Brasil con calle Freire.
El monumento fue vandalizado durante el  estallido social de 2019. Posteriormente fue trasladado por el municipio al Parque Quintil para su resguardo. En 2023 estudiantes de la carrera Técnico en Restauración de Bienes Patrimoniales del Duoc UC, sede Valparaíso, llevaron a cabo un proceso de restauración que se extendió por más de dos meses.

## Características
La figura de Cristóbal Colón está realizada en hierro fundido y representa al navegante con vestimentas de la época, sobre un pedestal de granito y mármol. A su alrededor se encuentran tres placas conmemorativas:
- Una que conmemora el quinto centenario del descubrimiento de América.
- Otra instalada el 12 de octubre de 1986, con motivo del 450 aniversario de la fundación de Valparaíso, ofrecida por la colectividad italiana en Chile.
- Una tercera placa alusiva al Jubileo del año 2000, también donada por la comunidad italiana como símbolo de amistad con la ciudad.

## Ubicación
El monumento se encuentra en Avenida Brasil 2096, en el sector céntrico de Valparaíso, y es considerado parte del patrimonio histórico y cultural de la ciudad.